# Chen Yan (1979)
Dans ce nom chinois, le nom de famille, Chen, précède le nom personnel.
Pour les articles homonymes, voir Chen Yan.
Chen Yan, née le 2 mai 1979 à Nankin, est une nageuse chinoise.

## Palmarès
- Jeux olympiques
  - Atlanta 1996
    -  Médaille de bronze sur le relais 4×100 mètres quatre nages

- Championnats du monde en petit bassin
  - Göteborg 1997
    -  Médaille d'or sur 200 mètres dos
    -  Médaille d'argent sur 100 mètres dos